# Liva Guldager Nielsen
Liva Guldager Nielsen er en dansk dressurrytter, som har vundet adskillige større turneringer på sin pony D'Artagnan. I 2019 sikrede hun sig som 15-årig både guld ved DM i dressur i Kategori 1 pony, og tre medaljer ved EM for ponyer - to sølv medaljer ved individuelle discipliner, samt en guld medalje sammen med tre andre unge danskere ryttere i holdturneringen.
Liva kommer fra Roskilde og har redet, siden hun var seks år.